# Verkehrszeichen

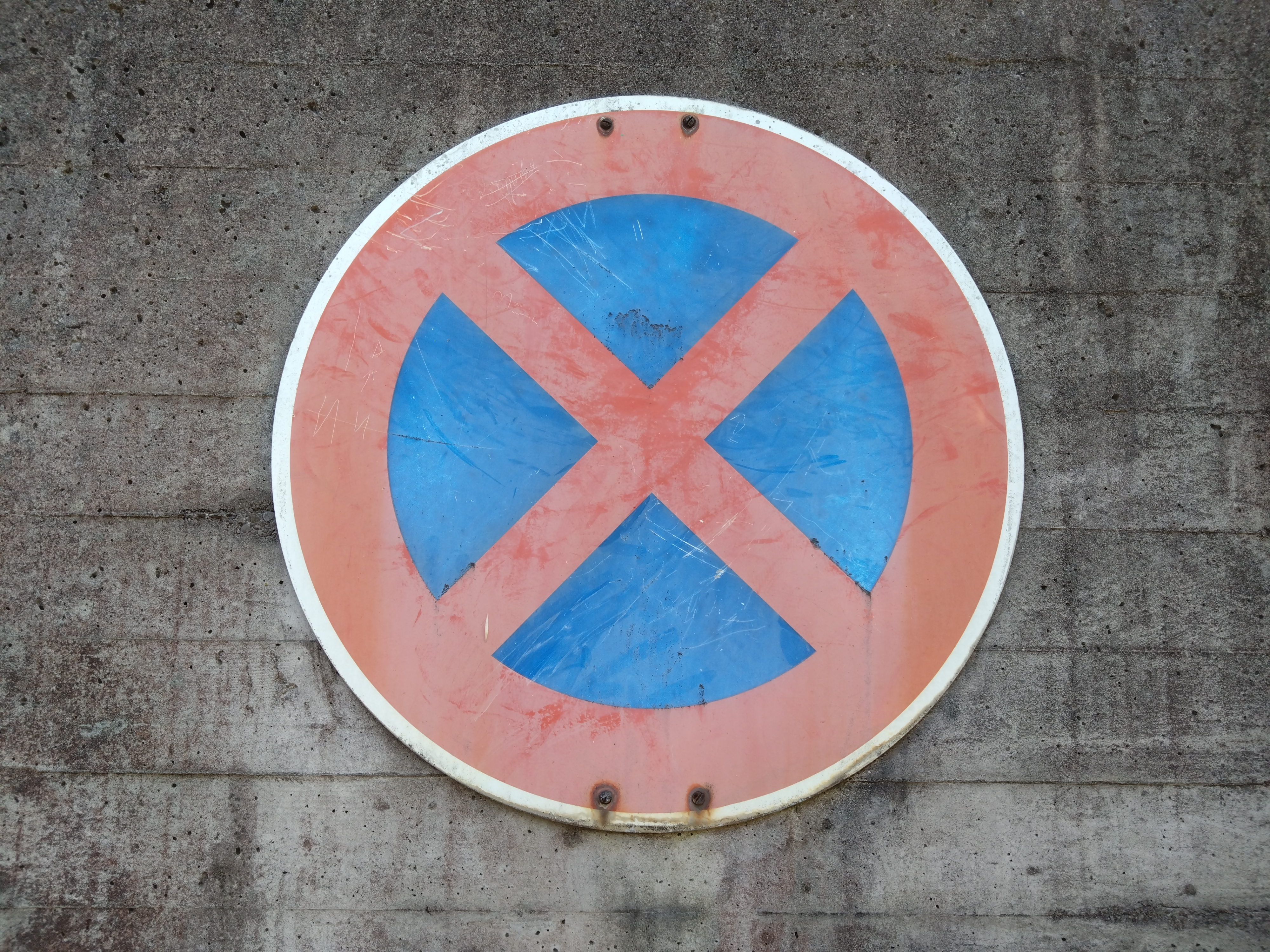
Ein Verkehrszeichen der Bedeutung „Absolutes Haltverbot“, nach dem Wiener Übereinkommen über Straßenverkehrszeichen ausgeführt

Ein Verkehrszeichen (kurz VZ, Vz oder Z) ist in Deutschland ein an der Straße in Form eines Schildes (Verkehrsschild) aufgestelltes oder auf der Fahrbahn markiertes Symbol, ein Schriftzug oder eine Linie, was zur Beeinflussung oder Regelung des Straßenverkehrs dient. In der Schweiz ist Strassensignalisation (französisch signalisation routière – so auch in Frankreich –, italienisch segnaletica stradale) der Oberbegriff, ein einzelnes Signal wird als Strassensignal (französisch signal routier, italienisch segnale stradale) bezeichnet. Signale schließen Markierungen nicht mit ein.
Verkehrszeichen sind Teil der Straßenausstattung und werden behördlich angeordnet. In Deutschland sind Straßenverkehrsbehörden zuständig für die Anordnung, Straßenbaulastträger für das Aufstellen oder Markieren. Neben den dauerhaften Verkehrszeichen gibt es auch Wechselverkehrszeichen.
Für die Beachtung von Verkehrszeichen ist folgende Regel bindend: Zeichen von Polizeibeamten oder Verkehrskadetten (Artikel 67 SVV) haben Vorrang vor allen Zeichen und sonstigen Regeln. Lichtzeichenanlagen haben Vorrang vor Verkehrszeichen. Verkehrszeichen haben aber Vorrang vor allgemeinen Verkehrsregeln. (Merksatz: „Polizist vor Ampel, Ampel vor Schild.“)
Die Verkehrsbeschilderung trägt weitgehend leicht verständliche und selbsterklärende Piktogramme, die den Verkehrsteilnehmer auf eine verkehrsrechtliche Anordnung hinweisen. Zu den Verkehrszeichen gehört auch die wegweisende Beschilderung, die der Zielfindung und Orientierung der Verkehrsteilnehmer dient.

## Nationales

### Deutschland
Auf den Verkehrszeichen wird die serifenlose Schriftart aus der Familie der Linear-Antiqua nach DIN 1451-2 verwendet. Einzelheiten zur Aufstellung von Verkehrszeichen sind der Verwaltungsvorschrift zur Straßenverkehrsordnung (VwV-StVO) zu entnehmen. Dort wird angeordnet, dass höchstens drei Verkehrszeichen (davon normalerweise maximal zwei Vorschriftszeichen) an einem Pfosten befestigt werden dürfen, §§ 39–43 Abs. 3 Nr. 11 VwV-StVO. Ausnahmen gibt es für Zeichen für den ruhenden Verkehr. Gefahrzeichen stehen grundsätzlich allein. Des Weiteren sind Zeichen mit Wartepflicht alleine aufzustellen. Schilder, die Vorfahrtsregelungen (wie etwa Vorfahrtsstraße oder Vorfahrt gewähren) anzeigen, müssen neben ihrem Zeichen auch an der Form des Schildes erkennbar sein. So kann der Verkehrsteilnehmer auch bei beschädigtem oder eingeschneitem Schild die Vorfahrtsregelung an einem Knotenpunkt erkennen. Sind andere Straßenschilder wie Geschwindigkeitsbegrenzungen (beispielsweise durch Schnee) unkenntlich, gelten die allgemeinen Verkehrsregeln (innerorts 50 km/h, auf Landstraßen 100 km/h, auf Autobahnen 130 km/h). Von ortskundigen Fahrern wird jedoch verlangt, sich auch bei nicht erkennbarer Beschilderung an die übliche Geschwindigkeit (beispielsweise in 30er-Zonen) zu halten.
Je nach gefahrener Geschwindigkeit kann aus drei verschiedenen Größenklassen ausgewählt werden. Große Schilder sind dort anzubringen, wo der Verkehr mit hoher Geschwindigkeit fließt und wenig Zeit bleibt, ein Schild zu erfassen. Die Schilder aller Größenklassen sind aus Gründen der Nachtsichtbarkeit retroreflektierend auszubilden oder alternativ dazu von innen zu beleuchten. Der Durchmesser von Ronden beträgt 42 cm, 60 cm oder 75 cm, Seiten von Dreiecken 63 cm, 90 cm oder 126 cm und von Quadraten 42 cm, 60 cm oder 84 cm.
Ein Verkehrszeichen verursacht mit Fertigung und Montage Kosten in Höhe von 120 Euro bis zu 150 Euro pro Stück (Stand 2008). Privatpersonen dürfen grundsätzlich keine Verkehrsschilder aufstellen; eine Ausnahme ist die Sicherung und Kennzeichnung von Baustellen, aber auch dies bedarf der vorherigen Zustimmung der zuständigen Straßenverkehrsbehörde.
In Deutschland gibt es über 680 verschiedene Verkehrs-, Gefahren-, Vorschrift- und Richtzeichen. An den Straßen sind rund 20 Millionen Verkehrsschilder aufgestellt, dazu kommen noch 3,5 Millionen Wegweiser.

### Österreich
In Österreich sind die Verkehrszeichen laut Straßenverkehrsordnung (StVO, Abschnitt D, §§ 48–54) im Erscheinungsbild geregelt und benannt. Die Durchführungsbestimmungen gibt die Straßenverkehrszeichenverordnung (StVZVO 1998).
Lange Zeit war ungeklärt, inwieweit die Beschilderung den in der StVO 1960 gegebenen Tafeln entsprechen muss. Die Schilderhersteller weichen oft etwas von der genauen Darstellung im Bundesgesetzblatt ab. 2015 entschied der oberste Verwaltungsgerichtshof, dass die Tafeln nicht „genau der StVO entsprechen müssen“, entscheidend sei, dass „kein Zweifel“ bestehe, dass ein betreffendes Verkehrszeichen erkannt würde, um ordnungsgemäß kundgemacht worden zu sein.

## Internationale Vereinheitlichung
Auf internationaler Ebene herrscht seit vielen Jahren das Bestreben, die Verkehrszeichen zu vereinheitlichen. Dies erleichtert den länderübergreifenden Verkehr und verbessert die Verkehrssicherheit. Des Weiteren beinhalten eine Vielzahl von Verkehrszeichen Piktogramme, um das Erfassen und Verstehen durch den sprachunkundigen Verkehrsteilnehmer zu beschleunigen.
Im Wiener Übereinkommen über Straßenverkehrszeichen (8. November 1968) und dem Zusatzabkommen zur Konvention über Verkehrszeichen (1. Mai 1971) einigten sich die meisten europäischen und südamerikanischen Länder sowie der Iran, Thailand, die Philippinen, Südkorea und Ghana teilweise auf eine Vereinheitlichung der Verkehrszeichen. Beispielsweise wurde das runde Halt-Zeichen im deutschsprachigen Raum durch das international verwendete achteckige Stoppschild abgelöst (Deutschland, Österreich, Schweiz 1968, in der DDR erst 1977).

## Weitere Beschilderungen
Neben den offiziellen Verkehrszeichen, die sich an die normalen Verkehrsteilnehmer richten, gibt es noch weitere Beschilderungen an Straßen. Dies sind beispielsweise:
- Technische Angaben zu Verkehrsbauwerken, die über ein Fahrverbot (Fahrzeug-Klassen, Tonnage-Grenzen) hinausgehen:
  - In (West-)Deutschland werden für militärische Fahrzeuge zur Kennzeichnung der Tragkraft von Brücken runde, ockerfarbene Schilder benutzt, die die Militärische Lastenklasse (MLK) angeben.
  - Auf Autobahnen und Schnellstraßen findet man vor größeren Brücken oft auch Schilder mit Brückenname, Länge und Höhe des Bauwerks
- Viele Straßen sind mit Kilometersteinen, Kilometerschildern oder Stationszeichen ausgestattet. Diese dienen zur Kilometrierung der Straße, um damit eine Orientierung oder Positionsbestimmung beispielsweise bei Unfallmeldungen zu ermöglichen.
  - Allgemein üblich die Namen von Tunnels; in Deutschland und Österreich finden sich auch Flussnamen vor Brücken an Autobahnen, Schnellstraßen, Landesstraßen (blau oder grün)
- Zusatzinformationen für die Straßenmeisterei:
  - in Österreich die Gemeindegrenzen an Überlandstraßen (niedrige weiße Tafeln mit einem „T“-artigen Zeichen und den Gemeindenamen)
  - In der Schweiz gibt es spezielle Schilder für Schneepflüge, die angeben, in welchem Bereich Schnee am Straßenrand deponiert werden darf. Diese signalisieren vor allem die Bereiche von Überführungsbauwerken. Damit soll verhindert werden, dass Schnee auf die darunter liegende Fahrbahn stürzt. Ein rotes Schild gibt den Anfang der Verbotszone an, das grüne Schild hebt das Verbot wieder auf. Es gibt die Schilder in zwei Varianten: die eine zeigt ein stilisiertes Räumfahrzeug mit Schneepflug, die andere zeigt nur den Schneepflug und ist daher schwerer zu deuten.
- In Ortschaften werden mit Straßenschildern die Straßennamen angezeigt. In manchen Ländern zählen diese nicht zu den offiziellen Verkehrszeichen.
- Neben den offiziellen Wegweiser-Verkehrszeichen gibt es in vielen Ländern weitere Wegweiser, beispielsweise für Wanderwege und touristische Ziele.
  - In Österreich: Informationstafeln zu Sehenswürdigkeiten vor Autobahnabfahrten (braun); amtlich nach StVO hingegen: Wegweiser zu Lokal- oder Bereichszielen, wie Torismusdestinationen, öffentlichen Einrichtungen, zu Gastronomiebetrieben und Firmenzufahrten (grüne Pfeilschilder oder grün unterlegt auf Wegweisern)
- Beschilderungen für den Öffentlichen Personennahverkehr sind zwar auch im öffentlichen Verkehrsraum aufgestellt, oft auch am Straßenrand, zählen aber im eigentlichen Sinne nicht zu den Verkehrszeichen, da sie sich nicht unmittelbar an die Teilnehmer des Straßenverkehrs richten.
- Hinweisschilder für Gottesdienste an Ortseingängen
  - In Frankreich findet man an Autobahnen und Schnellstraßen Angaben zu Hochspannungsfreileitungen, welche die Straße kreuzen

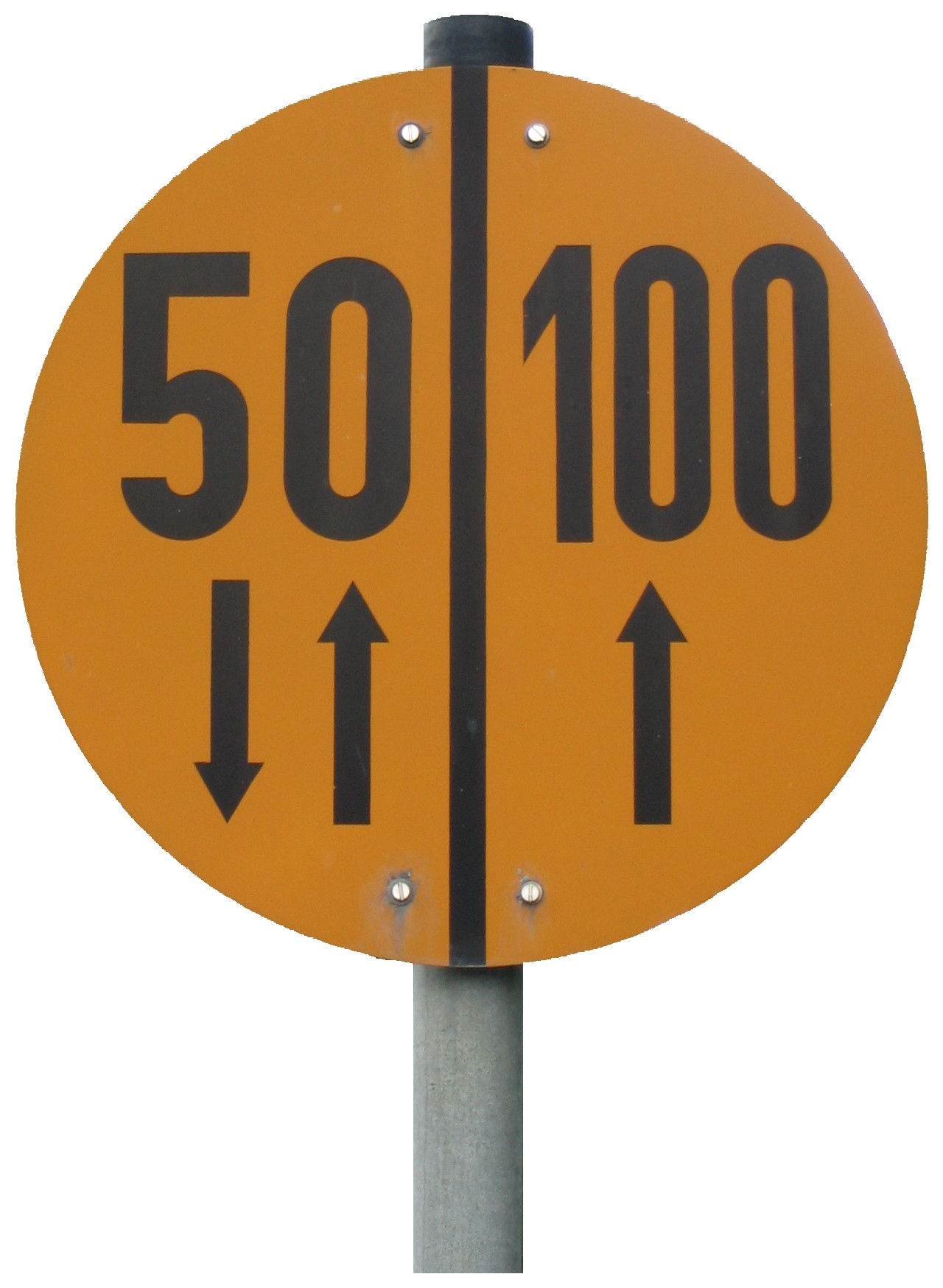
Beschilderung der Militärischen Lastenklasse in den alten Bundesländern Deutschlands
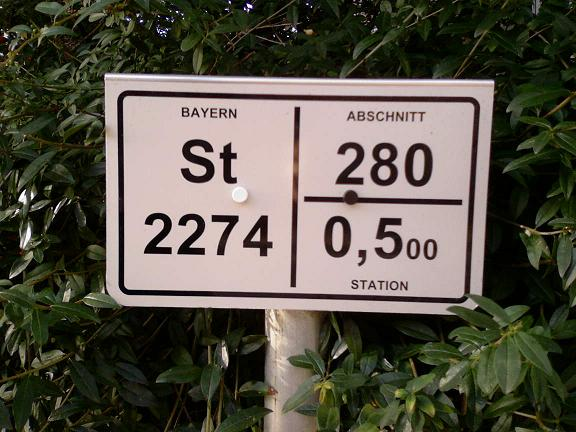
Stationstafel einer Bayerischen Staatsstraße
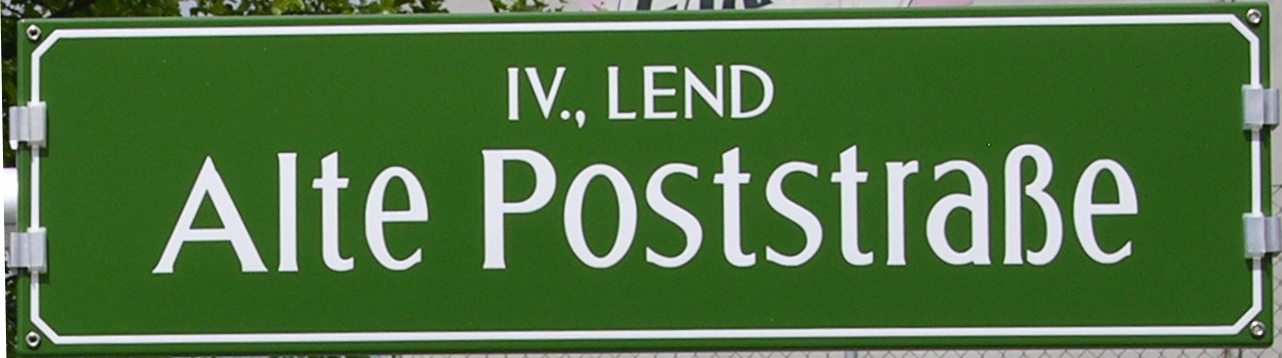
Grazer Straßenschild im Bezirk Lend, Stahlblech, gekantet, gelocht, emailliert, geöst; mittels Aluprofilklemmen mit Kunststoffkappen gehaltert
Wegweiser mit Bereichszielen des Tourismus (Österreich)
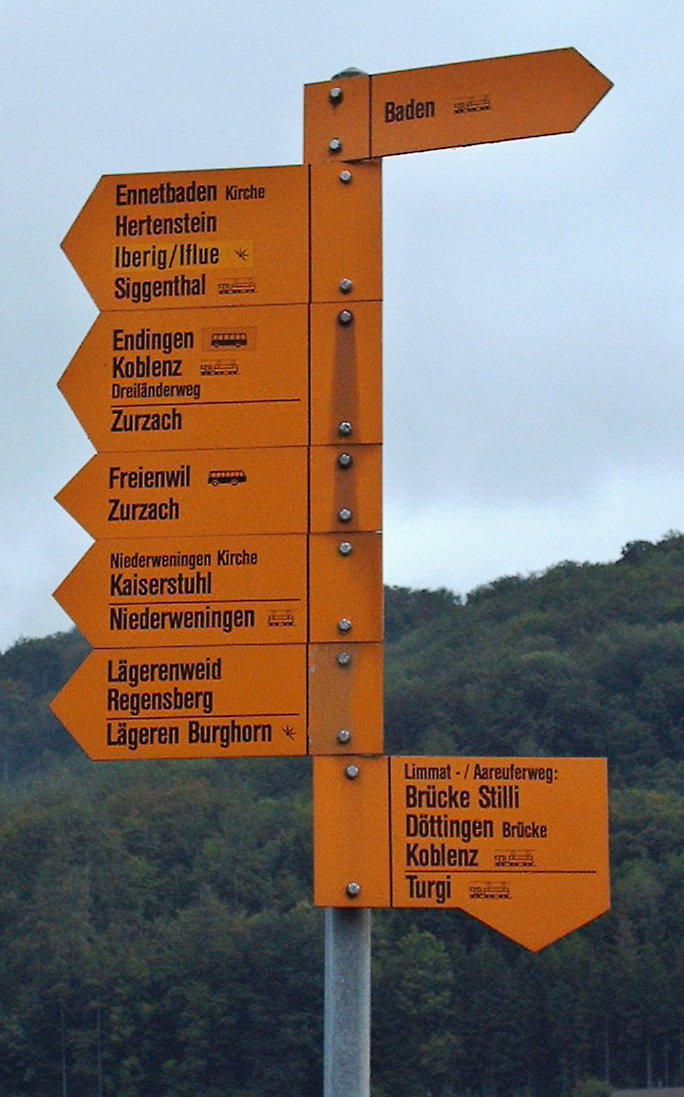
Wegweiser für Wanderwege in der Schweiz
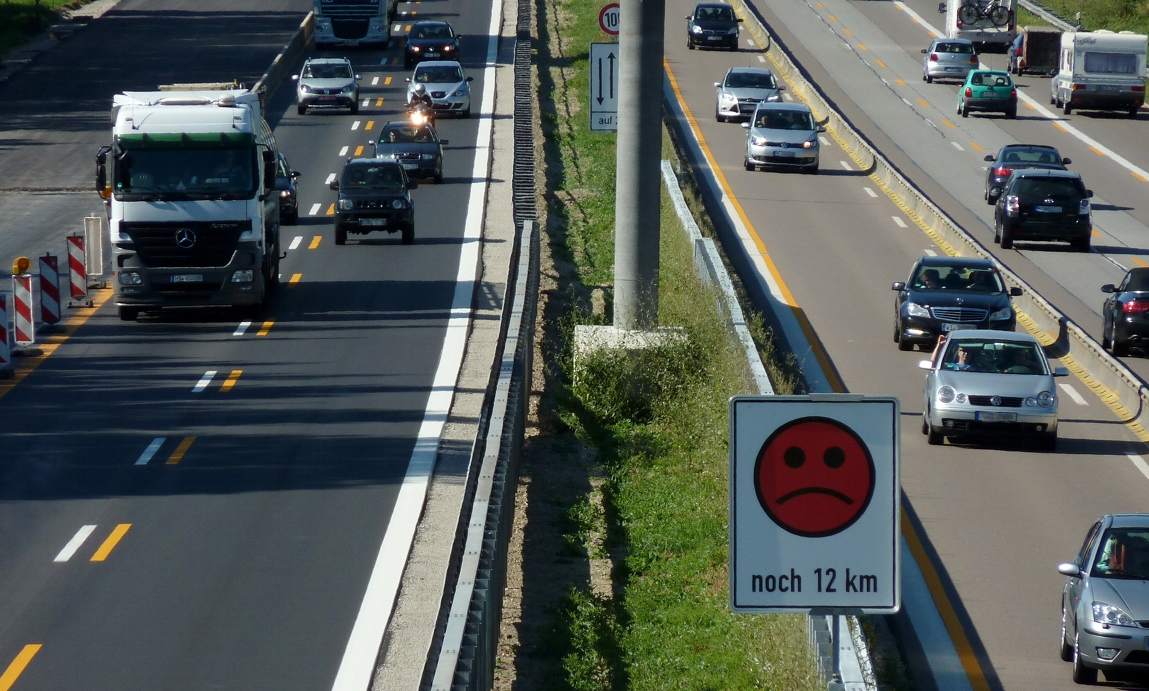
Smiley als Beschilderung einer Dauerbaustelle in Deutschland
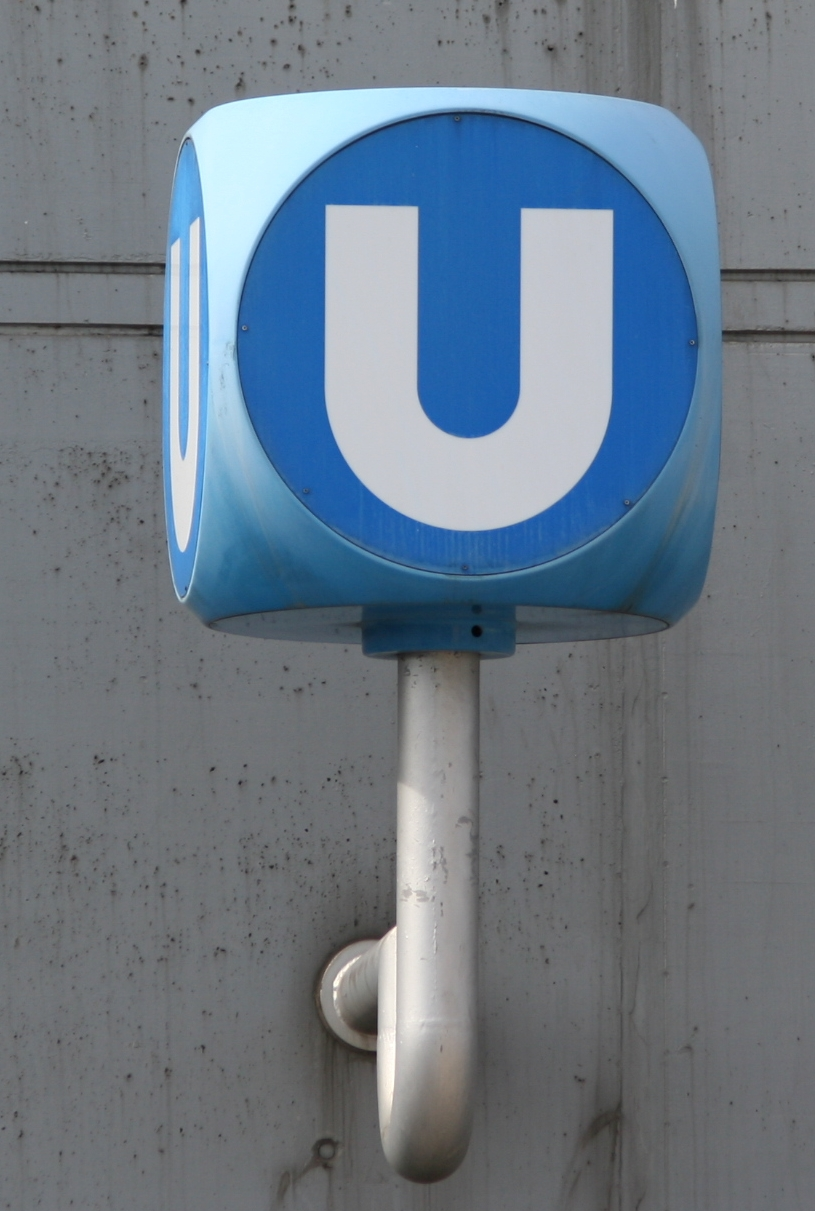
U-Bahn-Schild, kreis-würfelförmig in Wien
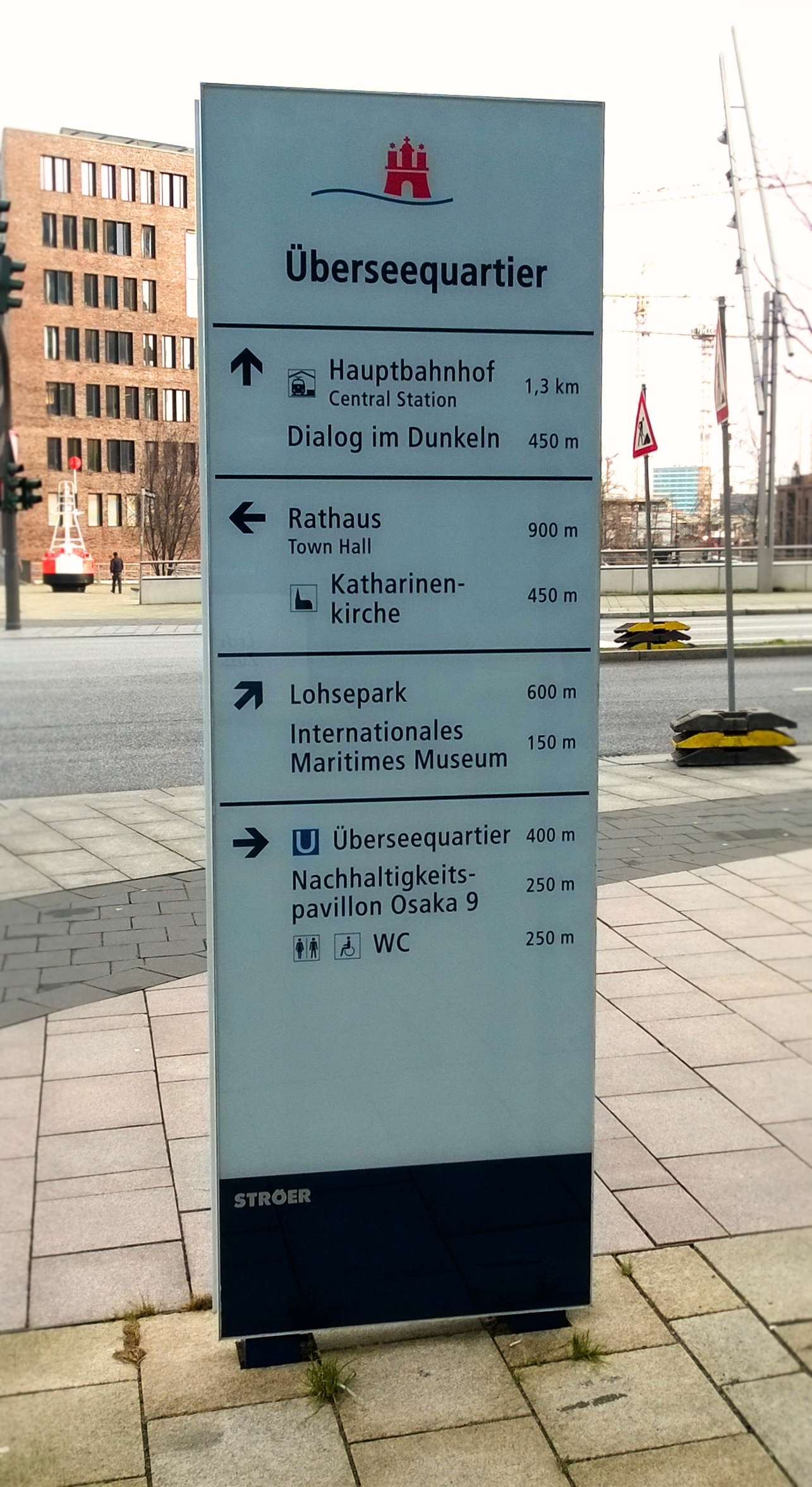
Hinweisschild für Touristen im Hamburger Überseequartier
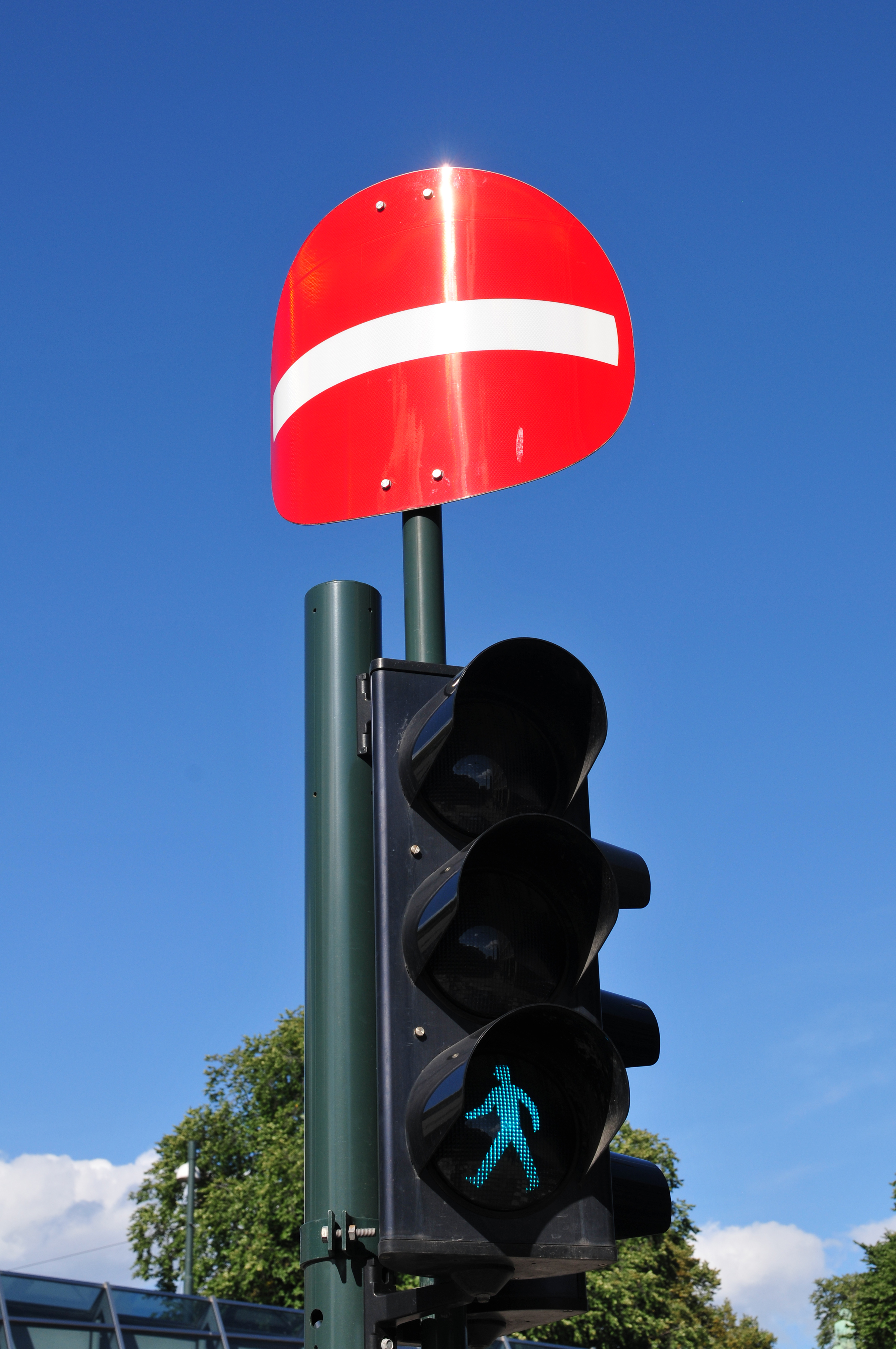
Abgerundete Verkehrszeichen sind aus verschiedenen Blickwinkeln erkennbar
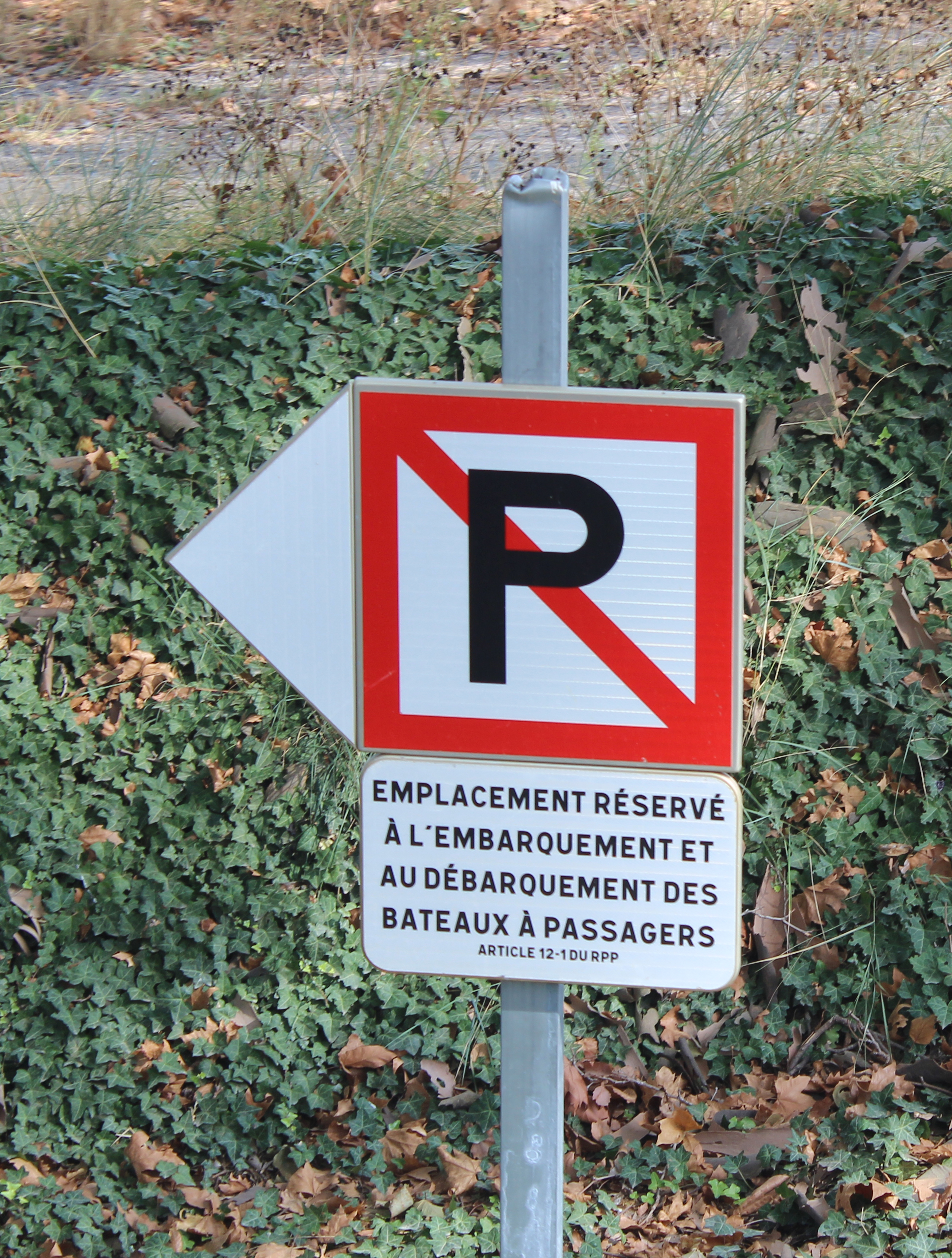
In einigen Ländern sind Verkehrszeichen an der Wasserstraße quadratisch